# Ylä-Taivaljärvi
Ylä-Taivaljärvi eller Taivaljärvi är en sjö i Finland. Den ligger vid Ala-Taivaljärvi i kommunen Rautavaara i landskapet Norra Savolax, i den centrala delen av landet, 400 km norr om huvudstaden Helsingfors. Ylä-Taivaljärvi ligger 182 meter över havet. I omgivningarna runt Ylä-Taivaljärvi växer i huvudsak blandskog. Den är 6,1 meter djup. Arean är 9 hektar och strandlinjen är 1,63 kilometer lång. Sjön  ingår i Vuoksens huvudavrinningsområde. 